# Edmond Albius
Edmond Albius (Sainte-Suzanne, 9 agosto 1829 – Sainte-Suzanne, 9 agosto 1880) è stato un botanico francese, ex schiavo, divenuto, grazie alle sue scoperte, figura determinante nella storia della produzione di vaniglia.

## Biografia
Edmond nacque in schiavitù (la madre morì di parto) sotto il colonialista Féréol Bellier Beaumont, dal quale fu iniziato all'orticultura e alla botanica.
All'età di 12 anni, escogitò una tecnica rapida e redditizia per l'impollinazione manuale dell'orchidea Vanilla planifolia, rendendo così possibile la produzione di vaniglia al di fuori del Paese d'origine della pianta, il Messico, dove l'impollinazione avveniva naturalmente tramite le api del posto. Edmond Albius, per gioco, provò ad usare un sottile bastoncino per impollinare le orchidee del suo padrone, sollevandone il rostello, il lembo che separa l'antera maschio dallo stigma femminile del fiore.
Quando il rostello è sollevato, il polline viene spalmato con i pollici, e passa così dall'antera allo stigma.
Questa semplice mossa permise l'impollinazione, e fu così che Edmond Albius rivoluzionò il mercato mondiale della vaniglia per sempre, portandola sulle tavole del mondo abbassandone il costo.
Per premio, a Edmond venne concesso un cognome, solitamente negato agli schiavi. Fu scelto Albius (bianco), all'epoca e in quel contesto ritenuto il massimo degli onori. Secondo altre testimonianze, il cognome deriverebbe dal colore del fiore della vaniglia.
Nel 1848, allorché la Francia abolì la schiavitù nelle colonie, Edmond si trasferì a Saint-Denis dove lavorò come lavapiatti in un ristorante.
Condannato a 10 anni di carcere per furto di gioielli, dopo aver scontato 5 anni di pena ricevette la grazia del Governatore, in ragione dell'enorme contributo dato alla produzione di vaniglia nell'Isola di Réunion.
Morì in condizione di povertà nel 1880 a Sainte Suzanne.